# Sports Car Challenge at Mid-Ohio 2019
Navigation
Édition précédente Édition suivante
Le Sports Car Challenge at Mid-Ohio 2019 (officiellement appelé le 2019 Acura Sports Car Challenge at Mid-Ohio) a été une course de voitures de sport organisée sur le Mid-Ohio Sports Car Course en Ohio, aux États-Unis, qui s'est déroulée le 5 mai 2019. Il s'agissait de la quatrième manche du championnat WeatherTech SportsCar Championship 2019 et toutes les catégories de voitures du championnat ont participé à la course.

## Circuit

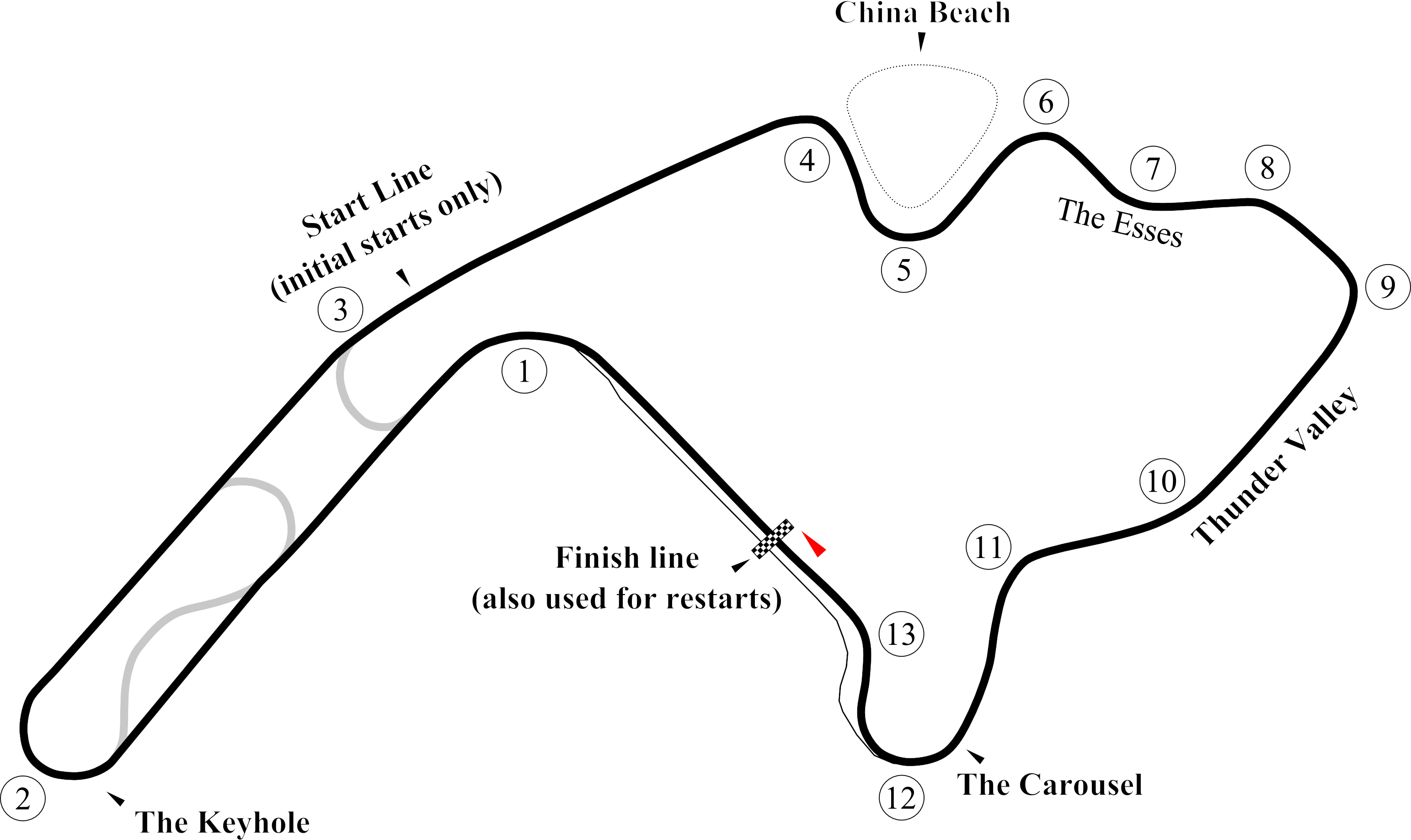
Mid-Ohio Sports Car Course

Le Sports Car Challenge at Mid-Ohio 2019 s'est déroulé sur le Mid-Ohio Sports Car Course situé en Ohio. Il s'agit d'un circuit automobile situé à Troy Township, dans le Comté de Morrow en Ohio. Le circuit comprend 15 virages et à une longueur de 3,86 km. La partie la plus rapide du circuit permet d'atteindre des vitesses approchant les 290 km/h. Il y a une tribune ayant une capacité de 10 000 spectateurs et les trois monticules d'observation le long du circuit permet d'augmenter la capacité d'accueil à plus de 75 000 spectateurs.

## Engagés
La liste officielle des engagés était composée de 36 voitures, dont 11 en DPi, 2 en LMP2, 8 en Grand Touring Le Mans et 15 en Grand Touring Daytona.

## Qualifications
| Pos. | Classe | N°  | Équipe                                                   | Pilote               | Temps          | Écart      |
| 1    | DPi    | 77  | Mazda Team Joest                                         | Oliver Jarvis        | 1 min 10 s 705 |            |
| 2    | DPi    | 7   | Acura Team Penske                                        | Hélio Castroneves    | 1 min 10 s 727 | + 0 s 022  |
| 3    | DPi    | 6   | Acura Team Penske                                        | Dane Cameron         | 1 min 10 s 806 | + 0 s 101  |
| 4    | DPi    | 31  | Whelen Engineering Racing                                | Pipo Derani          | 1 min 11 s 721 | + 1 s 016  |
| 5    | DPi    | 5   | Mustang Sampling Racing                                  | João Barbosa         | 1 min 12 s 320 | + 1 s 615  |
| 6    | DPi    | 55  | Mazda Team Joest                                         | Ryan Hunter-Reay     | 1 min 12 s 326 | + 1 s 621  |
| 7    | DPi    | 10  | Konica Minolta Cadillac DPi-V.R                          | Renger van der Zande | 1 min 12 s 525 | + 1 s 820  |
| 8    | DPi    | 84  | JDC Miller Motorsports                                   | Simon Trummer        | 1 min 12 s 595 | + 1 s 890  |
| 9    | DPi    | 50  | Juncos Racing                                            | William Owen         | 1 min 13 s 394 | + 2 s 689  |
| 10   | DPi    | 85  | JDC Miller Motorsports                                   | Mikhail Goikhberg    | 1 min 13 s 570 | + 2 s 865  |
| 11   | LMP2   | 38  | Performance Tech Motorsports                             | Kyle Masson          | 1 min 14 s 877 | + 4 s 172  |
| 12   | DPi    | 54  | CORE Autosport                                           | Jonathan Bennett     | 1 min 17 s 321 | + 6 s 616  |
| 13   | GTLM   | 66  | Ford Chip Ganassi Racing                                 | Sébastien Bourdais   | 1 min 19 s 124 | + 8 s 419  |
| 14   | GTLM   | 912 | Porsche GT Team                                          | Laurens Vanthoor     | 1 min 19 s 399 | + 8 s 694  |
| 15   | GTLM   | 24  | BMW Team RLL                                             | Jesse Krohn          | 1 min 19 s 623 | + 8 s 918  |
| 16   | GTLM   | 4   | Corvette Racing                                          | Tommy Milner         | 1 min 19 s 721 | + 9 s 016  |
| 17   | GTLM   | 67  | Ford Chip Ganassi Racing                                 | Ryan Briscoe         | 1 min 19 s 724 | + 9 s 019  |
| 18   | GTLM   | 25  | BMW Team RLL                                             | Connor De Phillippi  | 1 min 19 s 893 | + 9 s 188  |
| 19   | GTLM   | 3   | Corvette Racing                                          | Jan Magnussen        | 1 min 19 s 919 | + 9 s 214  |
| 20   | GTLM   | 911 | Porsche GT Team                                          | Patrick Pilet        | 1 min 20 s 026 | + 9 s 321  |
| 21   | LMP2   | 52  | PR1/Mathiasen Motorsports                                | Eric Lux             | 1 min 21 s 752 | + 11 s 047 |
| 22   | GTD    | 14  | AIM Vasser-Sullivan                                      | Richard Heistand     | 1 min 24 s 281 | + 13 s 576 |
| 23   | GTD    | 33  | Mercedes-AMG Team Riley Motorsports                      | Ben Keating          | 1 min 26 s 109 | + 15 s 404 |
| 24   | GTD    | 12  | AIM Vasser-Sullivan                                      | Frankie Montecalvo   | 1 min 26 s 451 | + 15 s 746 |
| 25   | GTD    | 19  | Moorespeed                                               | Will Hardeman        | 1 min 26 s 951 | + 16 s 246 |
| 26   | GTD    | 9   | Pfaff Motorsports                                        | Zacharie Robichon    | 1 min 27 s 113 | + 16 s 408 |
| 27   | GTD    | 96  | Turner Motorsport                                        | Robby Foley          | 1 min 27 s 152 | + 16 s 447 |
| 28   | GTD    | 48  | Paul Miller Racing                                       | Ryan Hardwick        | 1 min 27 s 300 | + 16 s 595 |
| 29   | GTD    | 76  | Compass Racing                                           | Matt Plumb (en)      | 1 min 27 s 657 | + 16 s 952 |
| 30   | GTD    | 86  | Meyer Shank Racing avec Curb Agajanian Performance Group | Trent Hindman        | 1 min 27 s 725 | + 17 s 020 |
| 31   | GTD    | 8   | Starworks Motorsport                                     | Parker Chase         | 1 min 27 s 753 | + 17 s 048 |
| 32   | GTD    | 63  | WeatherTech Racing                                       | Cooper MacNeil       | 1 min 29 s 777 | + 19 s 072 |
| 33   | GTD    | 74  | Lone Star Racing                                         | Gar Robinson         | 1 min 30 s 778 | + 20 s 073 |
| 34   | GTD    | 44  | Magnus Racing                                            | John Potter          | 1 min 31 s 124 | + 20 s 419 |
| 35   | GTD    | 57  | Heinricher Racing avec Meyer Shank Racing                | Christina Nielsen    | 1 min 31 s 851 | + 21 s 146 |
| 36   | GTD    | 73  | Park Place Motorsports                                   |                      |                |            |

## Course

### Classement de la course
- Les vainqueurs de chaque catégorie sont signalés par un fond jauni.

| Pos | Classe | no  | Écurie                                                   | Pilotes                            | Châssis                         | Tours | Temps               |
| Pos | Classe | no  | Écurie                                                   | Pilotes                            | Moteur                          | Tours | Temps               |
| --- | ------ | --- | -------------------------------------------------------- | ---------------------------------- | ------------------------------- | ----- | ------------------- |
| 1   | DPi    | 6   | Acura Team Penske                                        | Dane Cameron Juan Pablo Montoya    | Acura ARX-05                    | 123   | 2 h 41 min 05 s 736 |
| 1   | DPi    | 6   | Acura Team Penske                                        | Dane Cameron Juan Pablo Montoya    | Acura AR35TT 3,5 l V6 Turbo     | 123   | 2 h 41 min 05 s 736 |
| 2   | DPi    | 77  | Mazda Team Joest                                         | Oliver Jarvis Tristan Nunez        | Mazda RT24-P                    | 123   | + 2 s 022           |
| 2   | DPi    | 77  | Mazda Team Joest                                         | Oliver Jarvis Tristan Nunez        | Mazda MZ-2.0T 2,0 l I4 Turbo    | 123   | + 2 s 022           |
| 3   | DPi    | 55  | Mazda Team Joest                                         | Jonathan Bomarito Ryan Hunter-Reay | Mazda RT24-P                    | 123   | + 30 s 050          |
| 3   | DPi    | 55  | Mazda Team Joest                                         | Jonathan Bomarito Ryan Hunter-Reay | Mazda MZ-2.0T 2,0 l I4 Turbo    | 123   | + 30 s 050          |
| 4   | DPi    | 31  | Whelen Engineering Racing                                | Felipe Nasr Pipo Derani            | Cadillac DPi-V.R                | 123   | + 39 s 114          |
| 4   | DPi    | 31  | Whelen Engineering Racing                                | Felipe Nasr Pipo Derani            | Cadillac 5,5 l V8 Atmo          | 123   | + 39 s 114          |
| 5   | DPi    | 7   | Acura Team Penske                                        | Hélio Castroneves Ricky Taylor     | Acura ARX-05                    | 122   | + 1 tour            |
| 5   | DPi    | 7   | Acura Team Penske                                        | Hélio Castroneves Ricky Taylor     | Acura AR35TT 3,5 l V6 Turbo     | 122   | + 1 tour            |
| 6   | DPi    | 10  | Konica Minolta Cadillac DPi-V.R                          | Renger van der Zande Jordan Taylor | Cadillac DPi-V.R                | 122   | + 1 tour            |
| 6   | DPi    | 10  | Konica Minolta Cadillac DPi-V.R                          | Renger van der Zande Jordan Taylor | Cadillac 5,5 l V8 Atmo          | 122   | + 1 tour            |
| 7   | DPi    | 84  | JDC Miller Motorsports                                   | Simon Trummer Stephen Simpson      | Cadillac DPi-V.R                | 122   | + 1 tour            |
| 7   | DPi    | 84  | JDC Miller Motorsports                                   | Simon Trummer Stephen Simpson      | Cadillac 5,5 l V8 Atmo          | 122   | + 1 tour            |
| 8   | DPi    | 5   | Mustang Sampling Racing                                  | João Barbosa Filipe Albuquerque    | Cadillac DPi-V.R                | 122   | + 1 tour            |
| 8   | DPi    | 5   | Mustang Sampling Racing                                  | João Barbosa Filipe Albuquerque    | Cadillac 5,5 l V8 Atmo          | 122   | + 1 tour            |
| 9   | DPi    | 50  | Juncos Racing                                            | William Owen Kyle Kaiser (en)      | Cadillac DPi-V.R                | 122   | + 1 tour            |
| 9   | DPi    | 50  | Juncos Racing                                            | William Owen Kyle Kaiser (en)      | Cadillac 5,5 l V8 Atmo          | 122   | + 1 tour            |
| 10  | DPi    | 85  | JDC Miller Motorsports                                   | Mikhail Goikhberg Tristan Vautier  | Cadillac DPi-V.R                | 122   | + 1 tour            |
| 10  | DPi    | 85  | JDC Miller Motorsports                                   | Mikhail Goikhberg Tristan Vautier  | Cadillac 5,5 l V8 Atmo          | 122   | + 1 tour            |
| 11  | LMP2   | 52  | PR1/Mathiasen Motorsports                                | Matt McMurry Eric Lux              | Oreca 07                        | 116   | + 7 tours           |
| 11  | LMP2   | 52  | PR1/Mathiasen Motorsports                                | Matt McMurry Eric Lux              | Gibson GK428 4,2 l V8 Atmo      | 116   | + 7 tours           |
| 12  | GTLM   | 912 | Porsche GT Team                                          | Earl Bamber Laurens Vanthoor       | Porsche 911 RSR                 | 116   | + 7 tours           |
| 12  | GTLM   | 912 | Porsche GT Team                                          | Earl Bamber Laurens Vanthoor       | Porsche 4,0 l Flat-6 Atmo       | 116   | + 7 tours           |
| 13  | GTLM   | 3   | Corvette Racing                                          | Antonio García Jan Magnussen       | Chevrolet Corvette C7.R         | 116   | + 7 tours           |
| 13  | GTLM   | 3   | Corvette Racing                                          | Antonio García Jan Magnussen       | Chevrolet LT 5,5 l V8 Atmo      | 116   | + 7 tours           |
| 14  | GTLM   | 911 | Porsche GT Team                                          | Patrick Pilet Nick Tandy           | Porsche 911 RSR                 | 116   | + 7 tours           |
| 14  | GTLM   | 911 | Porsche GT Team                                          | Patrick Pilet Nick Tandy           | Porsche 4,0 l Flat-6 Atmo       | 116   | + 7 tours           |
| 15  | GTLM   | 25  | BMW Team RLL                                             | Tom Blomqvist Connor De Phillippi  | BMW M8 GTE                      | 116   | + 7 tours           |
| 15  | GTLM   | 25  | BMW Team RLL                                             | Tom Blomqvist Connor De Phillippi  | BMW S63 4,0 l V8 Bi-Turbo       | 116   | + 7 tours           |
| 16  | GTLM   | 67  | Ford Chip Ganassi Racing                                 | Ryan Briscoe Richard Westbrook     | Ford GT                         | 116   | + 7 tours           |
| 16  | GTLM   | 67  | Ford Chip Ganassi Racing                                 | Ryan Briscoe Richard Westbrook     | Ford EcoBoost 3,5 l V6 Turbo    | 116   | + 7 tours           |
| 17  | GTLM   | 24  | BMW Team RLL                                             | Jesse Krohn John Edwards           | BMW M8 GTE                      | 116   | + 7 tours           |
| 17  | GTLM   | 24  | BMW Team RLL                                             | Jesse Krohn John Edwards           | BMW S63 4,0 l V8 Bi-Turbo       | 116   | + 7 tours           |
| 18  | GTLM   | 66  | Ford Chip Ganassi Racing                                 | Sébastien Bourdais Dirk Müller     | Ford GT                         | 115   | + 8 tours           |
| 18  | GTLM   | 66  | Ford Chip Ganassi Racing                                 | Sébastien Bourdais Dirk Müller     | Ford EcoBoost 3,5 l V6 Turbo    | 115   | + 8 tours           |
| 19  | GTD    | 14  | AIM Vasser-Sullivan                                      | Richard Heistand Jack Hawksworth   | Lexus RC F GT3                  | 114   | + 9 tours           |
| 19  | GTD    | 14  | AIM Vasser-Sullivan                                      | Richard Heistand Jack Hawksworth   | Lexus 5,0 l V8                  | 114   | + 9 tours           |
| 20  | GTD    | 86  | Meyer Shank Racing avec Curb Agajanian Performance Group | Mario Farnbacher Trent Hindman     | Acura NSX GT3 Evo               | 114   | + 9 tours           |
| 20  | GTD    | 86  | Meyer Shank Racing avec Curb Agajanian Performance Group | Mario Farnbacher Trent Hindman     | Acura 3,5 l V6 Turbo            | 114   | + 9 tours           |
| 21  | GTD    | 48  | Paul Miller Racing                                       | Bryan Sellers Ryan Hardwick        | Lamborghini Huracán GT3 Evo     | 113   | + 10 tours          |
| 21  | GTD    | 48  | Paul Miller Racing                                       | Bryan Sellers Ryan Hardwick        | Lamborghini 5,2 l V10 Atmo      | 113   | + 10 tours          |
| 22  | GTD    | 73  | Park Place Motorsports                                   | Patrick Long Marco Seefried        | Porsche 911 GT3 R               | 113   | + 10 tours          |
| 22  | GTD    | 73  | Park Place Motorsports                                   | Patrick Long Marco Seefried        | Porsche 4,0 l Flat-6 Atmo       | 113   | + 10 tours          |
| 23  | GTD    | 12  | AIM Vasser-Sullivan                                      | Frankie Montecalvo Townsend Bell   | Lexus RC F GT3                  | 113   | + 10 tours          |
| 23  | GTD    | 12  | AIM Vasser-Sullivan                                      | Frankie Montecalvo Townsend Bell   | Lexus 5,0 l V8                  | 113   | + 10 tours          |
| 24  | GTD    | 19  | Moorespeed                                               | Alex Riberas Will Hardeman         | Audi R8 LMS                     | 113   | + 10 tours          |
| 24  | GTD    | 19  | Moorespeed                                               | Alex Riberas Will Hardeman         | Audi 5,2 l V10 Atmo             | 113   | + 10 tours          |
| 25  | GTD    | 63  | WeatherTech Racing                                       | Cooper MacNeil Toni Vilander       | Ferrari 488 GT3                 | 112   | + 11 tours          |
| 25  | GTD    | 63  | WeatherTech Racing                                       | Cooper MacNeil Toni Vilander       | Ferrari F154CB 3,9 l V8 Turbo   | 112   | + 11 tours          |
| 26  | GTD    | 44  | Magnus Racing                                            | Andy Lally John Potter             | Lamborghini Huracán GT3 Evo     | 112   | + 11 tours          |
| 26  | GTD    | 44  | Magnus Racing                                            | Andy Lally John Potter             | Lamborghini 5,2 l V10 Atmo      | 112   | + 11 tours          |
| 27  | GTD    | 8   | Starworks Motorsport                                     | Ryan Dalziel Parker Chase          | Audi R8 LMS                     | 112   | + 11 tours          |
| 27  | GTD    | 8   | Starworks Motorsport                                     | Ryan Dalziel Parker Chase          | Audi 5,5 l V10 Atmo             | 112   | + 11 tours          |
| 28  | GTD    | 57  | Heinricher Racing avec Meyer Shank Racing                | Katherine Legge Christina Nielsen  | Acura NSX GT3 Evo               | 112   | + 11 tours          |
| 28  | GTD    | 57  | Heinricher Racing avec Meyer Shank Racing                | Katherine Legge Christina Nielsen  | Acura 3,5 l V6 Turbo            | 112   | + 11 tours          |
| 29  | GTD    | 74  | Lone Star Racing                                         | Gar Robinson Lawson Aschenbach     | Mercedes-AMG GT3                | 112   | + 11 tours          |
| 29  | GTD    | 74  | Lone Star Racing                                         | Gar Robinson Lawson Aschenbach     | Mercedes-AMG M159 6,2 l V8      | 112   | + 11 tours          |
| 30  | GTD    | 9   | Pfaff Motorsports                                        | Scott Hargrove Zacharie Robichon   | Porsche 911 GT3 R               | 107   | Abandon             |
| 30  | GTD    | 9   | Pfaff Motorsports                                        | Scott Hargrove Zacharie Robichon   | Porsche 4,0 l Flat-6 Atmo       | 107   | Abandon             |
| 31  | GTLM   | 4   | Corvette Racing                                          | Oliver Gavin Tommy Milner          | Chevrolet Corvette C7.R         | 105   | + 18 tours          |
| 31  | GTLM   | 4   | Corvette Racing                                          | Oliver Gavin Tommy Milner          | Chevrolet LT 5,5 l V8 Atmo      | 105   | + 18 tours          |
| 32  | DPi    | 54  | CORE Autosport                                           | Jonathan Bennett Colin Braun       | Nissan Onroak DPi               | 97    | Abandon             |
| 32  | DPi    | 54  | CORE Autosport                                           | Jonathan Bennett Colin Braun       | Nissan VR38DETT 3,8 l V6 Turbo  | 97    | Abandon             |
| 33  | GTD    | 76  | Compass Racing                                           | Matt Plumb (en) Paul Holton        | McLaren 720S GT3                | 82    | Abandon             |
| 33  | GTD    | 76  | Compass Racing                                           | Matt Plumb (en) Paul Holton        | McLaren M840T 4,0 l V8 Bi-Turbo | 82    | Abandon             |
| 34  | LMP2   | 38  | Performance Tech Motorsports                             | Kyle Masson Cameron Cassels        | Oreca 07                        | 82    | + 41 tours          |
| 34  | LMP2   | 38  | Performance Tech Motorsports                             | Kyle Masson Cameron Cassels        | Gibson GK428 4,2 l V8 Atmo      | 82    | + 41 tours          |
| 35  | GTD    | 33  | Mercedes-AMG Team Riley Motorsports                      | Jeroen Bleekemolen Ben Keating     | Mercedes-AMG GT3                | 34    | Abandon             |
| 35  | GTD    | 33  | Mercedes-AMG Team Riley Motorsports                      | Jeroen Bleekemolen Ben Keating     | Mercedes-AMG M159 6,2 l V8      | 34    | Abandon             |
| 36  | GTD    | 96  | Turner Motorsport                                        | Bill Auberlen Robby Foley          | BMW M6 GT3                      | 1     | Abandon             |
| 36  | GTD    | 96  | Turner Motorsport                                        | Bill Auberlen Robby Foley          | BMW P63 4,4 l V8 Turbo          | 1     | Abandon             |

## Pole position et record du tour
- Pole position :  Oliver Jarvis (#77 Mazda Team Joest) en 1 min 10 s 705
- Meilleur tour en course :  Oliver Jarvis (#77 Mazda Team Joest) en 1 min 12 s 410

## Tours en tête
- no 77 Mazda RT24-P - Mazda Team Joest : 33 tours (1-7 / 35-60)[4]
- no 6 Acura ARX-05 - Acura Team Penske : 88 tours (8-29 / 31-34 / 61-62 / 64-123)
- no 55 Mazda RT24-P - Mazda Team Joest : 2 tours (30 / 63)

## À noter
- Longueur du circuit : 2,258 mi
- Distance parcourue par les vainqueurs : 277,734 mi